# Harihara Ier
Harihara Ier, également appelé Harihara Sangama, Vira Harihara I ou Hakka, est le fondateur du royaume de Vijayanagara, dans l'actuel Karnataka, en Inde. Il règne du 18 avril 1336 au 20 novembre 1355. Il forme, avec ses successeurs, la dynastie Sangama (en), qui est la première des quatre dynasties à gouverner sur le royaume. Il fait de Vijayanagara la capitale du royaume et parvient à étendre l'influence de celui-ci sur plusieurs petits états du sud de l'Inde par la conquête militaire. Son frère, Bukka Ier (en) lui succède en 1356.

## Biographie

### Sujet du sultanat de Delhi
Harihara est le fils aîné de Bhavana Sangama (en), un chef qui prétend être d'origine Yadava,. Cependant, sur base des documents rédigés par Ziauddin Barani (en), historien contemporain du règne d'Harihara, il est probablement lié à la famille royale des Kâkâtiya de Warangal. Il aurait au moins quatre frères : Kampa, Bukka Ier (en), Mara et Muda. Cependant, la jeunesse de Hakka et de son frère Bukka est relativement méconnue et la plupart des récits sont basés sur des théories spéculatives.
Selon les théories, Bukka et Hakka deviennent commandants de l'armée du roi Kakatiya de Warangal. Après sa défaite face à Mouhammed ibn Tughlûq, Bukka et son frère sont faits prisonniers et envoyés à Delhi, où ils se convertirent tous deux à l'islam. Ils sont envoyés dans le Deccan en tant que gouverneurs de Kampili au service du sultanat dans l'espoir qu'ils répriment les révoltes locales et les invasions des rois hindous.
Ils mènent une première campagne militaire contre le roi Hoysala Ballala III (en) de Dorasamudra. Certaines sources prétendent qu'ils s'échappent de leur prison de Delhi pour revenir se convertir à l'hindouisme auprès du sage Vidyaranya ; cependant, selon les historiens contemporains,, cette détention ne serait autre qu'un mythe fondateur : celui d'un royaume indépendant du sultanat de Delhi (le royaume de Vijayanagara), et sa reconversion à l'hindouisme.
La conquête militaire de Dorasamudra prend alors un tournant décisif et se conclue par leur victoire, leur permettant de sécuriser leur territoire et d'établir la capitale du royaume à Vijayanagara, devenant un pouvoir politique et culturel influent du sud de l'Inde. Ballappa Dandanayaka, neveu du roi vaincu Ballala III, épouse une fille de Harihara, marquant de ce fait une alliance matrimoniale.

### Règne

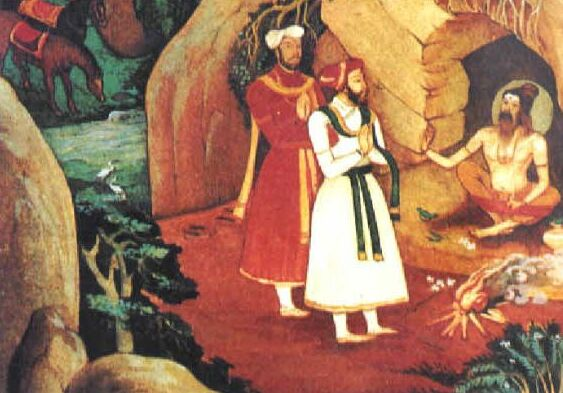
Harihara et son frère Bukka Raya rencontrent Shankaracharya Vidyaranya.

En 1336, Harihara s'appuie sur son frère Bukka pour engager une nouvelle conquête militaire visant à imposer la souveraineté du nouveau royaume sur les territoires voisins de Nellore à Badami, couvrant ainsi le sud est de la côte. En parallèle, d'autres royaumes hindous émergent et gagnent en puissance. Il établit le premier fort d'Udayagiri (en) afin d'administrer des territoires éloignés de l'Andhra Pradesh dont il confie la charge à son autre frère, Kampa. Pour la gestion administrative, il s'appuie sur les conseils de son ministre brahmane Vidyaranya.
Le royaume Hoysala voisin subit une importante défaite en 1343-1344 et le roi Ballala III est tué. Harihara profite du vide provoqué par sa disparition pour envahir le territoire et l'annexer. il s'agit de la plus importante victoire de son règne qui lui permet de gouverner sur un territoire étendu de l'ouest à l'est de l'Inde. Ses frères mèneront d'autres campagnes militaires par la suite afin d'intégrer de petits royaumes hindou jusqu'à la fin du règne de Harihara. Cependant, le royaume subit une défaite lorsque Ala-ud-din Hasan Bahman Shah, ancien sujet du Sultanat de Delhi, attaque. Harihara est contraint de léguer une partie de ses territoire au roi de Bahmanî.
Bien qu'Harihara soit le premier roi, il s'appuie particulièrement sur son frère Bukka à qui il assigne la gestion des campagnes militaires tandis qu'il s'occupe de la centralisation administrative de l'état et de l'application d'une nouvelle fiscalité. Son gouvernement central redistribue la gestion des troupes et des terres détenues aux gouverneurs provinciaux et détermine le nombre de troupes qui doivent être fournies à partir des revenus de chaque province. Il reprend un modèle administratif qu'il connait lorsqu'il sert les Kâkâtiya et crée plusieurs unités administratives nommées stholas, nadus et simas et y place en priorité des administrateurs brahmanes. Cette réorganisation permet d'accroitre les revenus collectés, toutefois de nombreux territoires restent encore sous le principal contrôle de chefs locaux. Afin d'augmenter les surfaces arables de l'État, il fait défricher d'importantes parcelles de forêt .

### Mort et postérité
Harihara instaure la dynastie Sangama, du nom de son père. La dynastie règne sur ce territoire jusqu'en 1485. Les sources ne s'accordent cependant pas sur la chronologie et les circonstances de la mort d'Harihara.
En 1900 Robert Sewell (en) établit une chronologie dans laquelle Harihara meurt en 1343 et que son frère Bukka lui succède en 1356. Cependant, une analyse de sa publication met en lumière plusieurs incohérence, évoquant une date de mort différente, la succession intermédiaire de son frère Kampa et de son fils. Cependant, cette chronologie ne fait pas consensus,. Cette incertitude provient des informations collectées par le voyageur Fernão Nunes (en) en 1535. Dans ses documents, il indique qu'Harihara aurait vécu sept années de règne en paix, plaçant la fin de son règne en 1343. Ibn Battûta, contemporain d'Harihara, parle de son règne en 1342. Les différents documents analysés laissent supposer qu'il serait probablement mort autour de 1350. La date de 1356 est celle qui est la plus généralement admise.

## Conversion mal interprétée
Dans l'historiographie traditionnelle, Harihara est considéré comme un souverain hindou opposé à l'islamisation, cependant la réalité derrière l'hypothétique conversion de l'islam à l'hindouisme est plus complexe. L'idée de cette conversion repose sur des sources qui sont parfois allégoriques ou incorrectement interprétées dans une vision simplifiée du conflit entre hindous et musulmans. Les élites de Vijayanagara utilisent des symboles et des pratiques issus de la culture islamique, non pas comme preuve d'une conversion religieuse, mais comme une manière d’accroître leur légitimité et leur autorité. Par exemple, l’adoption du titre hinduraya suratrana (Sultan parmi les rois hindous) par Bukka Ier et ses successeurs est interprétée comme une tentative d’afficher leur statut dans un cadre politique islamisé. Ce titre montre leur volonté de se positionner comme des souverains comparables aux sultans musulmans voisins, tout en restant profondément ancrés dans la culture hindoue.